# Ally McBeal (personage)
Ally McBeal is het hoofdpersonage uit de Amerikaanse televisieserie Ally McBeal. De rol werd vertolkt door actrice Calista Flockhart van 8 september 1997 tot het einde van de serie op 20 mei 2002.

## Personage
McBeal is advocate en heeft gestudeerd op Harvard. Ze wordt neergezet als een jong, aantrekkelijk en slim personage, maar heeft ook last van emotionele problemen. Met flashbacks, fantasieën en voice-overs wordt een inkijkje gegeven in haar gedachtewereld. Als ze te veel tegen zichzelf liegt, verschijnt er een dansende baby in beeld, als een geest die haar waarschuwt. De openheid die het personage McBeal hierdoor krijgt, is deels verantwoordelijk voor haar populariteit bij kijkers.
In de serie denkt McBeal veel na over zichzelf en haar onzekerheden, twijfels en problemen. Ze vraagt anderen hoe ze over haar karakter denken. Ze stelt zich op seksueel gebied aan de ene kant afwachtend op, maar stort zich er ook vol overgave in. Haar aparte karaktertrekjes dreigen soms door te slaan naar het neurotische en ze is vaak overgevoelig voor de prikkels om haar heen.
In de latere seizoenen werd McBeal meer als een volwassen personage neergezet, dat eindelijk greep kreeg op haar leven. In 2000 gaf de bedenker van de serie, David E. Kelley, namelijk aan dat de neurotische trekjes altijd een leuke kant van McBeal waren geweest, maar dat ze inmiddels ook tegen het personage konden gaan werken. Daarom moest ze volwasser worden en werd er meer aandacht besteed aan haar kwaliteiten als advocate.

## Kritiek
Een van de kritiekpunten op het personage is haar bevoorrechte status in het leven als hoogopgeleide, aantrekkelijke advocate. McBeal worstelt met problemen, maar ze heeft in feite alles mee, waardoor het personage tot irritatie kan leiden. Ook wordt ze beschouwd als een aanstellerig type dat te veel over haar kleine problemen zeurt.